# Tosny (Adelsgeschlecht)
Tosny (in England auch Toeny, Tonei, Toni und Tony) war eine Familie des normannischen Adels, die selbst nicht aus der Normandie stammte. Sie spielte vom 10. bis zum 12. Jahrhundert im Herzogtum eine herausragende Rolle, ohne jemals mit einem Grafen- oder Vizegrafentitel geehrt zu werden.

## Herkunft

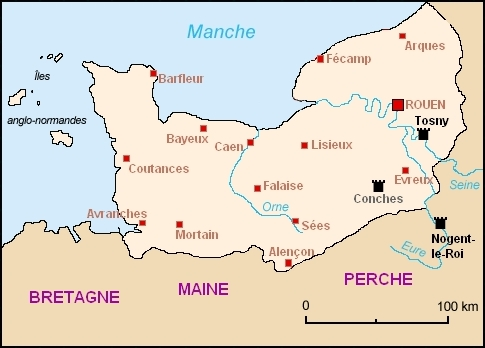
Die Normandie in der zweiten Hälfte des 11. Jahrhunderts mit den wichtigsten Burgen der Tosny

Die Tosny stammen mit Sicherheit aus der Île-de-France, obwohl Ordericus Vitalis Anfang des 12. Jahrhunderts berichtet, die Familie stamme von Malahulce, einem Onkel Rollos ab.
Stammvater ist Hugo de Calvacamp. 942 wurde dessen Sohn Hugo, Mönch in der Abtei Saint-Denis, zum Erzbischof von Reims ernannt; vermutlich in seinem Gefolge ließ sich die Familie dann in der Normandie nieder. Kurz nach Hugos Tod war Raoul I. de Tosny bereits so etabliert, dass sein Name 991 in einen Vertrag zwischen Herzog Richard I. und dem englischen König Æthelred Eingang findet. Sein Enkel Raoul II. de Tosny gehörte zu den großen Baronen in der Umgebung Wilhelm des Eroberers. Bemerkenswert ist, dass unter den Ehen, die die Familie mit hochrangigen Adligen schließen konnte, auch die mit Balduin von Boulogne, dem ersten König von Jerusalem, ist.
Die Macht der Tosny stammt aus zwei Quellen:
- Der Aneignung von Kirchenbesitz. Nach Lucien Musset hat Erzbischof Hugo seine Familie mit Grundbesitz aus dem Eigentum der Kirche ausgestattet
- Der Übertragung von Grundbesitz durch den Herzog, vor allem durch Richard II.

Darüber hinaus gehören die Tosny zu dem ersten Normannen, die ihren Reichtum durch militärischen Einsatz im Ausland mehrten: Raoul I. in Apulien und Roger I. de Tosny in Spanien. Raoul II. de Tosny schließlich nahm an der Eroberung Englands teil, wofür auch er vom neuen englischen König Wilhelm der Eroberer belohnt wurde: die Baronien Flamstead in Hertfordshire und Wrethamthorpe in Norfolk sind die wichtigsten Geschenke. Dennoch scheinen die Tosny in England keine wesentliche Rolle gespielt zu haben. In der Normandie hingegen treten in den Turbulenzen nach dem Tod Wilhelms und während des englischen Bürgerkriegs von 1135 bis 1154 auf. Dennoch bringt das 12. Jahrhundert einen Niedergang der Familie. Im Jahr 1204 verliert Roger IV. de Tosny im Zuge der Eroberung der Normandie durch Frankreich seinen gesamten kontinentalen Besitz und muss sich nach England zurückziehen. Dort stirbt die Familie im Jahr 1309 in männlicher Linie aus.

## Stammliste (Auszug)

### 10.–11. Jahrhundert
1. Hugo de Calvacamp
  1. Raoul, “potentissimus vir”
    1. Raoul, 1014 « de Todeniaco » (Tosny) genannt
      1. Roger I. de Tosny (Roger de Conches), X wohl 1040; ⚭ I NN, Tochter von Raimund Borrell I., Graf von Barcelona und Ermesinde von Carcassonne; ⚭ II Godehildis, die in zweiter Ehe Graf Richard von Évreux heiratete
        1. (I) Helbert, X wohl 1040
        2. (I) Herlinand, X wohl 1040
        3. (I) Raoul II. de Tosny (Raoul de Conches), † 1102, Lord of Flamstead and Clifford (Herefordshire); ⚭ Elisabeth de Montfort, Tochter von Simon I. von Montfort, (Haus Montfort-l’Amaury)
          1. Roger II. de Tosny, † wohl 1091
          2. Raoul III. de Tosny (Raoul de Conches), † wohl 1126; ⚭ Alice, † nach 1126, Tochter von Waltheof II., Earl of Northumbria – Nachkommen siehe unten
          3. Godehilde, † 1097; ⚭ I Robert I. de Beaumont, 1081 Graf von Meulan, 1087 1. Earl of Leicester, † 1118; ⚭ II Balduin I. de Boulogne, 1100 König von Jerusalem

        4. (I) Adeliza (Alice); ⚭ William FitzOsbern, 1. Earl of Hereford, X 1071
        5. (I) Berthe; ⚭ Guy I. de Laval (Haus Laval)
        6. (I) Robert de Tosny (Robert de Stafford), Lord of Stafford, † wohl 1088 – Nachkommen † nach 1221

  2. Hugo, † 989/89, 942/989 Erzbischof von Rouen

### 12.–13. Jahrhundert
1. Raoul III. de Tosny (Roger de Conches), † wohl 1126; ⚭ Alice, † nach 1126, Tochter von Waltheof II., Earl of Northumbria – Vorfahren siehe oben
  1. Roger III. de Tosny, † nach 1158; ⚭ Gertrud von Hennegau, Tochter von Graf Balduin III.
    1. Raoul IV. de Tosny (Raoul de Conches), † 1162; ⚭ Marguerite de Beaumont, Tochter von Robert II. de Beaumont, 2. Earl of Leicester (Haus Beaumont)
      1. Roger IV. de Tosny (Roger de Conches), † nach 1208; ⚭ Constance de Beaumont, Tochter von Richard I., Vicomte de Beaumont-au-Maine
        1. Raoul V. de Toeni, † 1239; ⚭ Pernel de Lacy, † nach 1288, Tochter von Walter Lacy, sie heiratete in zweiter Ehe Guillaume de Saint-Omer, † nach 1265
          1. Roger V., † 1263/64; ⚭ I Alice de Bohun, Tochter von Humphrey de Bohun, 2. Earl of Hereford, 1. Earl of Essex; ⚭ II Isabel
            1. (II) Raoul VI., † vor 1295; ⚭ Mary
              1. Sir Robert, 1299 Lord Tony, † 1309; ⚭ Maud, Tochter von Malise, 6. Earl of Strathearn
              2. Alice, † 1324/1325; ⚭ I Thomas de Leyburn, † vor 1307; ⚭ II Guy de Beauchamp, 10. Earl of Warwick, † 1315 (Beauchamp (Familie, Worcester)); ⚭ III William la Zouche, 1. Baron Zouche of Mortimer, † 1337

        2. Marguerite, † nach 1246; ⚭ Malcolm, 5. Earl of Fife, † um 1228

    2. Baudouin de Tosny, † 1170 – Nachkommen im Hennegau

  2. Godehilde; ⚭ Robert de Neufbourg, † 1159 (Haus Beaumont)